# Making Movies
Making Movies – trzeci studyjny album grupy Dire Straits, wydany w roku 1980. Jest to pierwszy album tego zespołu, na którym w znacznym stopniu wykorzystano instrumenty klawiszowe – dwa pierwsze albumy nagrane były w tradycyjnym dla rocka składzie; dwie gitary, gitara basowa i perkusja.
Miesięcznik muzyczny Rolling Stone umieścił ten album na 52. miejscu na liście 100 najlepszych płyt lat osiemdziesiątych. Najbardziej znany utwór z tej płyty, „Romeo and Juliet”, był też wykonywany przez zespół Indigo Girls (został umieszczony na płycie Rites of Passage).
Płyta ta jest wspomniana w książce Douglasa Adamsa So Long, and Thanks for All the Fish.

## Lista utworów
1. „Tunnel of Love” – 8:05
2. „Romeo and Juliet” – 5:50
3. „Skateaway” – 6:15
4. „Expresso Love” – 5:00
5. „Hand in Hand” – 4:46
6. „Solid Rock” – 3:17
7. „Les Boys” – 4:06

Wszystkie utwory napisane przez Marka Knopflera z wyjątkiem wstępu do „Tunnel of Love”, który pochodzi z kompozycji „The Carousel Waltz”, napisanej przez  Richarda Rodgersa i Oscara Hammersteina
Utwór „Romeo and Juliet” jest zainspirowany dramatem Williama Szekspira pod tytułem Romeo i Julia.

## Twórcy
- Mark Knopfler – gitara, śpiew
- John Illsley – gitara basowa
- Pick Withers – perkusja
- Roy Bittan – instrumenty klawiszowe